# Radio Disney Music Awards
Radio Disney Music Awards est un prix musical décerné chaque année par Radio Disney.
La première édition de l'événement a eu lieu en 2001. Il est diffusé sur Disney Channel depuis 2014 .